# صبا سحر
صبا سحر (زادهٔ ۲۸ اوت ۱۹۷۵) بازیگر، کارگردان فیلم، و تهیه‌کننده فیلم اهل افغانستان است.
وی نخستین زن کارگردان در افغانستان  است. او از تبعید به افغانستان بازگردانده شد تا بتواند در این کشور به فعالیت‌های هنری خود ادامه دهد.

## فیلم شناسی
- Commissioner Amanullah (24-قسمت سریال پلیسی در افغانستان)[۱]
- قانون, 2004[۱]
- Passing the Rainbow, 2008 (در نقش زن‌پلیس قرار داشت و کارگردان نیز بود)[۴]
- Kabul Dream Factory, 2011[۵]